# UFO Abduction (pel·lícula)
UFO Abduction (o també The McPherson Tape) és una pel·lícula de ciència-ficció de terror de metratge apropiat estatunidenca del 1989 escrita, dirigida i produïda per Dean Alioto. La pel·lícula se centra en una família que està terroritzada pels extraterrestres durant una celebració d'aniversari.

## Concepció errònia del títol
Originalment concebuda com a UFO Abduction  per Dean Alioto, la pel·lícula ara és més comunament reconeguda com The McPherson Tape.

## Argument
La pel·lícula comença amb una breu introducció que pretén que la pel·lícula és legítima i explica que és una de les proves més sòlides de la vida extraterrestre.
La nit del 8 d'octubre de 1983, la família Van Heese es reuneix a les muntanyes de Connecticut per celebrar l'aniversari de la Michelle, de 5 anys. La família està formada per Ma Van Heese (Shirly McCalla), els seus tres fills Eric (Tommy Giavocchini), Jason (Patrick Kelley) i Michael (Dean Alioto), la dona d'Eric Jamie (Christine Staples), la seva filla Michelle (Laura Tomas) i la xicota de Jason, Renee (Stacey Shulman). Michael utilitza la seva càmera de mà per gravar els esdeveniments de la nit, per diversió i irritació de la seva família.
El primer vespre transcorre relativament sense incidents mentre la família celebra; tanmateix, després d'apagar breument els llums de les espelmes d'aniversari de Michelle, descobreixen que no es tornen a encendre. L'Eric, el Jason i el Michael inspeccionen l'interruptor a l'exterior i s'espanten amb una llum vermella que passa per sobre. Encuriosits, caminen fins a la propietat veïna per investigar. Mentre caminaven, revelen a través de la seva discussió que la seva mare s'ha convertit en una alcohòlica des de la mort del seu pare, malgrat els seus intents d'ajudar-la.
Els tres finalment es troben amb el que sembla ser una nau espacial extraterrestre al bosc, i se sorprenen de veure tres alienígenes diminuts a l'exterior. Tanmateix, fugen després que els extraterrestres notin les seves llums. Tornant a la casa, alerten la seva família, tanquen les portes i carreguen escopetes, però estan dividits sobre si han de romandre a la casa o marxar. Veuen més llums vermelles a través d'una finestra i teoritzen que els extraterrestres poden haver marxat. Després de calmar-se, intenten continuar la festa, notant que tots els seus rellotges s'han aturat.
Al capvespre conclouen les festes i l'Eric i la seva família intenten marxar. Poc després, Jason i Michael es troben amb un dels dibuixos de Michelle, que s'assembla a un dels extraterrestres que van veure al bosc. Precipiten l'Eric i la seva família a dins, i estan aterrits quan els extraterrestres intenten entrar a la casa per les finestres i la xemeneia. Eric aconsegueix disparar i, aparentment, matar-ne un després de sentir-lo al terrat, cosa que sembla dissuadir els extraterrestres de més intents. Porta el cos de l'extraterrestre dins i el col·loca en una cambra del darrere, malgrat les protestes dels altres.
Després de debatre, Eric i Jason planegen recuperar el camió d'Eric i portar-lo per la porta principal perquè la família pugui escapar. No tornen, així que els altres van darrere d'ells però només troben el camió buit i les seves escopetes. Fugen de tornada a la casa arrossegant un Jamie histèric. A l'interior, arriben a la conclusió esperançadora que Eric i Jason deuen haver anat a buscar ajuda i intenten distreure's jugant a cartes. Poc després, impedeixen que la Renee i la Ma obrin la porta principal en diferents intents. Cap dels dos recorda l'incident i afirmen haver sentit una veu al seu cap que els deia que obríssin la porta. Michael també descobreix que el cos de l'extraterrestre ha desaparegut i la porta del darrere està oberta. Després d'assegurar la casa una vegada més i d'encendre la ràdio per bloquejar les veus, els altres finalment convencen en Michael de deixar la seva càmera i reprendre el seu joc de cartes. Des de la seva posició a l'altra banda de l'habitació, la càmera de gravació fixa violentament glitcha i enregistra els tres extraterrestres que emergeixen de la cambra del darrere. La cinta s'acaba quan els extraterrestres s'apropen a la família desprevinguda.
La pel·lícula afirma que encara es desconeix el parador dels Van Heeses i que els espectadors haurien de contactar amb els productors si tenen informació.

## Cast
La família Van Heese i els extraterrestres:
- Tommy Giavocchini com Eric Van Heese
- Patrick Kelley com Jason Van Heese
- Shirly McCalla com a Ma Van Heese
- Stacey Shulman com a Renee Reynolds
- Christine Staples com a Jamie Van Heese
- Laura Tomas com a Michelle Van Heese (la nena d'aniversari)
- Dean Alioto com a Michael Van Heese (director de fotografia)
- Ginny Kleker com a Alien 1
- Kay Parten com a Alien 2
- Rose Schneider com a Alien 3

## Producció
UFO Abduction va ser escrita, dirigida, filmada, i produïda per Dean Alioto, a través d'IndieSyndicate Productions. La pel·lícula es presenta com a metratge apropiat, que mostra les gravacions finals i el darrer parador conegut d'una família de Connecticut anomenada Van Heeses just abans de ser segrestats per extraterrestres. Dean Alioto va produir la pel·lícula sense pressupost amb 6.500 dòlars de l'empresa IndieSyndicate Productions.

## Alliberament, recepció i llegat
OVNI Abduction va tenir un llançament limitat a través d'Axiom Films. Dissenyada per semblar un enregistrament de vídeo casolà genuí de 1983, la pel·lícula representa el segrest alienígena d'una família de Connecticut mentre celebra el 5è aniversari del seu parent. Els materials per UFO Abduction van ser destruïts en un incendi d'un magatzem a l'empresa de distribució, impedint l'estrena àmplia de la pel·lícula en vídeo.
Abans del remake, una dècada més tard, les crítiques habituals a la pel·lícula original incloïen la qualitat del so, els efectes visuals i l'estètica de baix nivell.
El 2018, la pel·lícula es va estrenar oficialment per primera vegada en DVD i descàrrega digital a través del director. Va ser reestrenat el 2020 per AGFA en Blu-ray amb una nova transferència a gran escala de la cinta de 3/4" original, presumptament perduda. El llançament també inclou la versió del director de 2017 de la pel·lícula, així com una pista de comentaris del director.

## Remake
Dean Alioto i Paul Chitlik van tornar a fer UFO Abduction el 1998, amb un pressupost molt més gran i actors professionals, sota el títol original The McPherson Tape, que els executius de la xarxa van canviar per Alien Abduction: Incident in Lake County.